# Tort law (England und Wales)
Im Recht von England und Wales bezeichnet Tort law das Deliktsrecht, das sich mit den zivilrechtlichen Folgen (anders das Strafrecht) von unerlaubten Handlungen beschäftigt. 
Das Wort tort (aus franz. eigentlich ‚Unrecht, Missetat‘) ist das Partizip Perfekt Passiv des Verbs tordre und erhielt über das Anglonormannische Einzug in die englische Rechtssprache. Die deliktische Haftung nach dem Modell des römisch-germanischen Rechtssystems (im Gegensatz zum common law), aber auch des schottischen Rechts wird demgegenüber delict (dt. ‚unerlaubte Handlung‘) genannt. 
Dem englischen Recht ist eine Generalklausel für zivilrechtliche Haftung fremd. Vielmehr gibt es eine Vielzahl von einzelnen Tatbeständen, aus denen sich eine Deliktshaftung wegen tort ergibt, so z. B. defamation ‚Ehrverletzung‘, negligence ‚Fahrlässigkeit‘, nuisance ‚nachbarrechtliche Immissionen‘ sowie trespass ‚unbefugtes Betreten‘. 
Das US-amerikanische Tort law fasst bestimmte Personenschäden in der Fallgruppe Slip and fall zusammen, für andere gilt die Attractive nuisance doctrine.